# Constant Lomata
 (novembre 2024).
Si vous disposez d'ouvrages ou d'articles de référence ou si vous connaissez des sites web de qualité traitant du thème abordé ici, merci de compléter l'article en donnant les références utiles à sa vérifiabilité et en les liant à la section « Notes et références ».
Constant Lomata est un homme politique congolais, connu pour son rôle en tant que gouverneur de la province de la Tshopo en République Démocratique du Congo.

## Gouverneur de la Province de la Tshopo
Constant Lomata a été élu gouverneur de la province de la Tshopo, le mardi 29 août 2017 à Kisangani par les députés provinciaux. Candidat indépendant, M. Lomata a obtenu 12 voix, sur 19 votants soit 63% des suffrages exprimés. Il a battu un autre indépendant, Patrick Matata, qui a obtenu 7 voix au second tour organisé par la Commission électorale nationale indépendante (CENI).

## Appartenance politique
Constant Lomata est de l'« Action pour la Bonne Gouvernance et l’émergence (ABGE) », parti politique cher à Constant Lomata Kongoli Gouverneur honoraire de la province de la Tshopo se place en ordre de choix au sein de la plateforme politique alliance des acteurs attachés au peuple, AAAP en sigle.
Ce regroupement politique qui soutient la vision du Chef de l’Etat Félix Antoine Tshisekedi et sa réélection en décembre 2023 et dont le représentant de l’autorité morale est Tony Kanku Shiku, a au cours d’une grande matinée politique à Kinshasa à Shobuzz le 1er juin dernier, procédé à sa sortie officielle ainsi que la signature de l’acte d’engagement par les présidents des partis politiques membres.